# Rachel Sibner

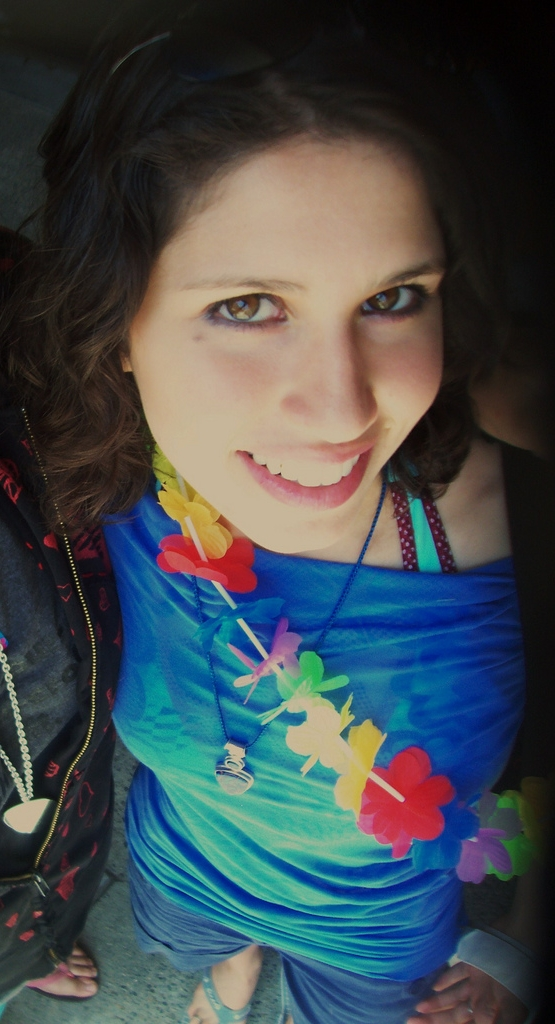
Rachel Sibner (2005)

Rachel Lea Sibner (* 7. Februar 1991 in Los Angeles County, Kalifornien) ist eine US-amerikanische Schauspielerin.

## Leben und Karriere
Erste Bekanntheit erreichte Sibner durch die Rolle der Lisa Zemo in der Fernsehserie Neds ultimativer Schulwahnsinn, welche auf dem Sender Nickelodeon ausgestrahlt wird.

## Filmografie
- 2004–2007: Neds ultimativer Schulwahnsinn
- 2007: Miriam